# Aérophon
 (janvier 2016).
Si vous disposez d'ouvrages ou d'articles de référence ou si vous connaissez des sites web de qualité traitant du thème abordé ici, merci de compléter l'article en donnant les références utiles à sa vérifiabilité et en les liant à la section « Notes et références ».
L'aérophon est un instrument créé et développé par Patrice Moullet.
C'est un instrument acoustique amplifié. L'air (ou la vapeur) est comprimé puis projeté grâce à un pulvérisateur manuel sur des feuilles de bronze et de cuivre tendues sur un cadre circulaire de 160 cm de diamètre, et accordées.
Le son est ensuite amplifié par des capteurs individuels dirigés vers un mixeur et une sonorisation quadriphonique qui permet d'assigner à chaque feuille une spatialisation bien définie.
Le système permet une très grande variété de fréquences et de timbres suivant les zones balayées par l'air et la proximité du pulvérisateur sur l'ensemble de 12 feuilles de différentes formes, longueurs et épaisseurs.